# Mel Hoppenheim
Mel Hoppenheim  (né à Montréal le 18 octobre 1937 et mort le 27 juillet 2022 dans la même ville) est cinéaste, directeur de la photographie, philanthrope et entrepreneur à Montréal, au Québec.

## Jeunesse
Né en octobre 1937, il grandit à Montréal dans une maison modeste du quartier juif de la rue Saint Urbain. En tant que jeune enfant, il vend des glaces et des bonbons aux clients du restaurant de quartier Beautys. Il vend également des journaux à une boucherie locale et des cintres à des entreprises de nettoyage, tout en travaillant également dans l'entrepôt d'une pharmacie et en livrant des commandes à ses clients.
En avril 1950, lors de sa première année de lycée au Baron Byng, son père meurt d'une maladie cardiaque. Hoppenheim continue de travailler et d'aller en classe, jusqu'à ce qu'un oncle maternel l'encourage à quitter le lycée au cours de sa dernière année et qu'il aille travailler à plein temps dans un abattoir pour aider à subvenir aux besoins de la famille. Parallèlement, il continue à étudier le soir et obtient son diplôme universitaire à l'Université Sir George Williams, qui fait maintenant partie de l'Université Concordia.

## Carrière
Dans les années 60, Hoppenheim essayaie d'acheter le circuit Mont-Tremblant mais est refusé parce que la propriété « ne voulait pas vendre à un Juif », déclare-t-il dans une entrevue de 2012 dans La Presse. Cependant, lors de sa tentative ratée, il remarque le tournage d'une publicité télévisée, dont l'équipe de tournage se plaint du manque de bon équipement. Il commence donc à acheter des caméras-éclairs, de la pellicule, des lampes d'éclairage et d'autres équipement à louer aux producteurs de films et de télévision, avec Jean-Pierre Lefebvre comme premier client.
En 1971, il ouvre une succursale de sa compagnie Panavision Canada à Toronto, puis à Vancouver cinq ans plus tard.
En 1988, il acquiert le Expo-Théâtre dans le quartier Cité du Havre district et construit cinq studios qui deviendront les studios MELS, maintenant propriété de Québecor. Pendant un certain temps, c'est l'un des plus grands studios de cinéma et de télévision privés en Amérique du Nord. Il travaille en étroite collaboration avec son partenaire, Michel Trudel, un ancien concurrent,.

## Philanthropie
En 1997, Hoppenheim fait un don de 1 million de dollars à l'Université Concordia pour soutenir les programmes de cinéma et le département de cinéma de l'université est bientôt rebaptisé l'École de cinéma Mel-Hoppenheim. Il a également cofondé l'Institut national de l'image et du son. Son travail communautaire comprend la Fédération CJA, l'Hôpital de Montréal pour enfants, où il a financé une chaire de neurologie, le Musée de l'Holocauste Montréal et les Fonds national juif,,.

## Hommages
Hoppenheim reçoit un doctorat honorifique de l'Université Concordia en 2009. Il accepte l'Academy Achievement Award (en) lors de la 30e cérémonie des Prix Génie en 2010.
En 2012, le Festival des films du monde rend hommage à Hoppenheim en lui remettant son Grand Prix spécial des Amériques pour souligner l'ensemble de sa carrière.
Il est nommé membre de l'Ordre du Canada en 2015,.